# Robert Herrick

Robert Herrick

Robert Herrick (* 24?. August 1591 in London; begraben 15. Oktober 1674 in Dean Prior, Devon) war ein englischer Dichter.
Eines seiner berühmtesten Gedichte ist To the Virgins, to Make Much of Time. Dieses Gedicht spielt eine Schlüsselrolle im Film Der Club der toten Dichter, indem es das Filmmotto des „Carpe diem“ einführt. 

## Leben und Werk

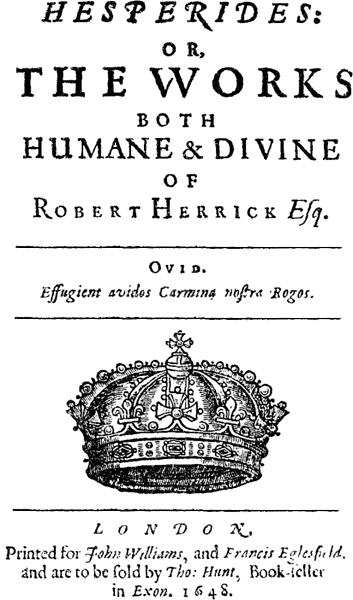
Hesperides, Titelseite des Erstdrucks 1648

Nach einer Lehre als Goldschmied bei seinem Onkel in der City of London besuchte Herrick von 1613 bis 1617 die Universität Cambridge. Anschließend hielt er sich als Dichter des Tribe of Ben, einer Gefolgschaft des bekannten Bühnenautors Ben Jonson, in London auf. Er verkehrte mit Literaten und suchte die Tavernen auf, um seine Gedichte im Manuskript unter Gleichgesinnten in Umlauf zu bringen. 1623 wurden ihm ungeachtet seines bisherigen Lebenswandels die kirchlichen Weihen verliehen. Nachdem er 1627 den Herzog von Buckingham als Schiffsgeistlicher begleitet hatte, um die Hugenotten bei der Belagerung von La Rochelle zu unterstützen, wurde Herrick 1629 Vikar von Dean Prior in Devonshire. Diese Pfründe verlor er als Royalist unter der Herrschaft der Puritaner, erhielt nach der Restauration 1660 seine Pfarre in Devonshire jedoch zurück und behielt sie danach bis zu seinem Tod.
Nach dem Verlust seiner Stelle als Vikar kehrte Herrick zeitweilig nach London zurück und veröffentlichte 1648 seine wenigen geistlichen Verse, die Noble Numbers, sowie seine zahlreichen weltlichen Gedichte unter dem Titel Hesperides. Der Titel der Gedichtsammlung verweist auf die Hesperiden und bezeichnet aus der Sicht Herricks als christlicher Epikureer eine Insel der Seligen, die der Dichter schon in seinen Tagen zu seinem Bereich des weisen Lebensgenusses erklärte.
Ihre „goldenen Früchte“ zeigen sich als seine poetische Ernte. Die etwa 1300 zumeist kürzeren Gedichte der Sammlung zeigen eine weite Fülle unterschiedlicher Formen und Motive; neben Gedichten, die von der erotischen Elegie, der Horazschen Odenkunst und der klassischen Epigrammatik beeinflusst sind, finden sich ebenso typisch englische Szenen städtischer und ländlicher Geselligkeit oder Verliebtheit.
Herrick zeigt in seiner Dichtung jedoch nicht nur den Glanz und die sinnlichen Verlockungen des irdischen Glückes und Lebensgenusses auf, sondern erweist sich zugleich als Moralist. So wird in Gedichten wie To the Virgins oder To Daffodils die carpe diem Thematik auf dem dunklen Hintergrund eines geschärften Bewusstseins der diesseitigen Vergänglichkeit entfaltet; die heitere Kunst, die Herrick als Gegenwelt zur düsteren Epoche des Bürgerkriegs entworfen hat, ist durchaus melancholisch getönt. Als Anhänger Ben Jonsons spiegelt er in seinem Werk gleichermaßen eine aristokratische Gesellschaftsordnung, die in jener Zeit vom Untergang bedroht ist.

## Werke
- 1648 Hesperides; or, the Works Both Human and Divine of Robert Herrick, Esq.

## Ausgaben (Auswahl)
- The Poetical Works of Robert Herrick. Hrsg. von L. C. Martin. Oxford University Press 1956 (Neuauflage 2013).
- The Complete Poetry of Robert Herrick. Hrsg. von J. M. Patrick. New York 1963.
- The Complete Poetry of Robert Herrick. Hrsg. von T. S. G. Cain und Ruth Connolly. Oxford University Press 2013.